# Freziera uncinata
Freziera uncinata là một loài thực vật thuộc họ Theaceae. Đây là loài đặc hữu của Bolivia.